# Municipio de Mulberry (condado de Ellsworth)
El municipio de Mulberry (en inglés: Mulberry Township) es un municipio ubicado en el condado de Ellsworth en el estado estadounidense de Kansas. En el año 2010 tenía una población de 27 habitantes y una densidad poblacional de 0,29 personas por km².

## Geografía
El municipio de Mulberry se encuentra ubicado en las coordenadas 38°49′45″N 97°59′6″O / 38.82917, -97.98500. Según la Oficina del Censo de los Estados Unidos, el municipio tiene una superficie total de 93.4 km², de la cual 93,18 km² corresponden a tierra firme y (0,24 %) 0,22 km² es agua.

## Demografía
Según el censo de 2010, había 27 personas residiendo en el municipio de Mulberry. La densidad de población era de 0,29 hab./km². De los 27 habitantes, el municipio de Mulberry estaba compuesto por el 100 % blancos. Del total de la población el 0 % eran hispanos o latinos de cualquier raza.